# Artur Brauner
Artur Brauner, nacido Abraham Brauner (Lodz, 1 de agosto de 1918 - Berlín, 7 de julio de 2019) fue un productor de cine y empresario germano-polaco. 

## Biografía
Nacido en una familia judía de Lodz, Polonia, huyó con sus padres y cuatro hermanos a la Unión Soviética y sobrevivió al Holocausto. Tras la Segunda Guerra Mundial, emigró con un hermano a Berlín. Sus padres y otros hermanos emigraron a Israel. Doce de sus familiares murieron en la masacre de Babi Yar.

## Carrera
Brauner fundó en 1946 la compañía CCC Film (Central Cinema Compagnie-Film GmbH), una de las productoras de cine alemán más importantes. 
Entre otros, apoyó la cinematografía de Robert Siodmak que había rodado un tiempo en Estados Unidos (The Crimson Pirate, 1952); tras una breve estancia francesa, donde rueda Le grand jeu, se instala en Alemania. En esta época Siodmak realizó alguna de sus obras más personales. Dirigió Die Ratten (Las ratas) en 1955, un melodrama intimista, Mi padre, el actor o El diablo ataca de noche, de 1957, sobre las evocaciones del pasado nazi. Con L'affaire Nina B., Siodmak retomó la fuerza opresiva de sus filmes americanos. Su última película, La invasión de los bárbaros, fue una superproducción sobre el declive del Imperio romano.
Brauner murió en Berlín el 7 de julio de 2019 a la edad de 100 años. Fue enterrado en el cementerio judío de Heerstraße en Berlín.